# مهدی آقامحمدی
مهدی آقامحمدی یک بازیکن فوتبال اهل ایران است.